# 孝子神社
孝子神社（こうしじんじゃ）は、岐阜県養老郡養老町にある神社である。

## 概要
元々は2000年（平成12年）、加賀屋天満宮（大阪府大阪市住之江区）の境内に仮に創建されていた神社であるが、2007年（平成19年）に遷宮の儀が行われ、この地に祀られている。
創建当初は、創建に関わった加賀屋天満宮の元宮司が宮司を務めていた。
創建当初は祠などの小規模な神社であったが、徐々に境内を整えている。2024年現在、孝子神社の名称では無く、「赤山神社」「天地之神　百々神社」の二つの神社を祀っており、鳥居に掲げられた名は「両宮」となっている。

## 祭神
源丞内
養老の滝に伝わる「養老孝子伝説」で登場する人物。実在の人物かは不明。「養老孝子伝説」は鎌倉時代の古今著聞集に記載されているものであり、親孝行の教訓として語り伝えられた話という。

## 沿革
1982年（昭和57年）
加賀屋天満宮の宮司（当時）が養老の滝を訪れる。このさい、「養老孝子伝説」の源丞内を祀る神社が養老に存在しないことを知る。養老の滝に関わり、源丞内に関連する神社仏閣としては、養老神社と養老寺がある。養老神社は源丞内が創建に関わったというが、祭神は菊理媛神、菅原道真、元正天皇、聖武天皇である。養老寺は奈良時代の元正天皇の御代、源丞内が開いたという伝承があり、源丞内の墓と伝えられる墓が存在する。
2000年（平成12年）
加賀屋天満宮の宮司が加賀屋天満宮の境内に、源丞内を祭神とした孝子神社を仮創建する。また、養老町では「養老孝子源丞内の会」が設立され、源丞内を養老町で祀るための活動が開始される。
2007年（平成19年）
養老町の不動産業者の厚意で用地を確保されたことにより、12月31日、現在地に孝子神社が創建され、遷宮の儀が行われる。

## 所在地
- 岐阜県養老郡養老町鷲巣
  - 養老公園の入り口付近。

## 交通機関
- 養老鉄道養老線 養老駅より徒歩で約10分。